# مونته‌بلونا
مونته‌بلونا (به ایتالیایی: Montebelluna) یک کومونه در ایتالیا است که در استان ترویزو واقع شده‌است.

## خصوصیات
مونته‌بلونا ۴۸٫۹۸ کیلومترمربع مساحت و ۳۰٬۳۵۴ نفر جمعیت دارد و ۱۰۹ متر بالاتر از سطح دریا واقع شده‌است.

## خواهرخوانده
شهرهای تاتا (مجارستان)، دمری للیس، اوبرکوخن و اپلهایم خواهرخوانده‌های مونته‌بلونا هستند.